# Comeback
Comeback  är ett engelskt begrepp som kan användas om artister eller idrottare som har fått ett nytt genombrott efter en lång tids tystnad eller motgång. Det engelska comeback används i svenskan även i en mer konkret betydelse, som något man gör ("hon gjorde comeback").